# Boot Camp (film)
Boot Camp is een Canadese-Amerikaanse film van Christian Duguay uit 2007. Agatha Dominik en John Cox schreven het op waargebeurde feiten gebaseerde script. Mila Kunis, Peter Stormare en Gregory Smith spelen de hoofdrollen.

## Verhaal
Boot Camp gaat over Sophie (Kunis), een onhandelbaar kind dat door haar moeder en stiefvader naar een heropvoedingskamp wordt gestuurd dat opereert zonder overheidscontrole. Dit kamp bevindt zich op een eiland van Fiji en wordt geleid door Norman Hail (Peter Stormare). Ben (Smith) is het vriendje van Sophie, en is vastbesloten haar te komen redden en zorgt ervoor dat zijn ouders hem naar hetzelfde kamp sturen.

## Rolverdeling
| Acteur               | Personage   |
| -------------------- | ----------- |
| Mila Kunis           | Sophie      |
| Gregory Smith        | Ben         |
| Peter Stormare       | Norman Hail |
| Alejandro Rae        | Jack        |
| Christopher Jacot    | Danny       |
| Tygh Runyan          | Logan       |
| Matthew Smalley      | Nick        |
| Colleen Rennison     | Ellen       |
| Regine Nehy          | Trina       |
| Barbara Gates Wilson | Rhonda      |
| Lexie Huber          | Marianne    |

## Onderliggende aanklacht
Een reden om deze film te maken is aandacht voor de "Tough love" heropvoedingskampen. Volgens de film zijn er 40 kinderen gestorven in dit type kampen.